# Александар Янкович
Александар Янкович (серб. Aleksandar Janković, нар. 6 травня 1972, Белград) — сербський футболіст, що грав на позиції півзахисника. По завершенні ігрової кар'єри — футбольний тренер. Наразі очолює тренерський штаб команди «Мехелен».
Виступав, зокрема, за клуби «Црвена Звезда», «Авала» та «Шербур».
Чемпіон Югославії. 

## Ігрова кар'єра
У дорослому футболі дебютував 1990 року виступами за команду клубу «Црвена Звезда», в якій провів один сезон.
Своєю грою за цю команду привернув увагу представників тренерського штабу клубу «Авала», до складу якого приєднався 1991 року. Відіграв за Відіграв за наступний сезон своєї ігрової кар'єри.
У 1992 році уклав контракт з клубом «Шербур», у складі якого провів наступні два роки своєї кар'єри гравця. Завершив професійну ігрову кар'єру у клубі «По», за команду якого виступав протягом 1994—1995 років.

## Кар'єра тренера
Розпочав тренерську кар'єру, повернувшись до футболу після невеликої перерви, 1999 року, увійшовши до тренерського штабу клубу «Црвена Звезда».
В подальшому очолював команди клубів «Црвена Звезда», «Локерен» та молодіжну збірну Сербії, а також входив до тренерських штабів клубів «Левскі», «Металург» (Донецьк), «Локерен» та «Локомотив» (Москва). В усіх цих клубах був асистентом співвітчизника Славолюба Муслина.
У травні 2014 року очолив тренерський штаб бельгійської команди «Мехелен», з якою пропрацював до вересня 2016. Того ж місяця став головним тренером «Стандарда» (Льєж). Робота з льєзькою командою не була успішною і ще до завершення сезону, у квітні 2017 року Янковича було звільнено.
З листопада 2017 року знову очолив «Мехелен».

## Титули і досягнення
- Чемпіон Югославії (1):

«Црвена Звезда»: 1990–91